# Christoph Kneip
Christoph Kneip (ur. 7 stycznia 1980) – niemiecki szpadzista, srebrny medalista mistrzostw świata.
Podczas mistrzostw świata w Hawanie w 2003 roku Niemcy w składzie: Jörg Fiedler, Norman Ackermann, Christoph Kneip i Wolfgang Reich zdobyli srebrny medal w zawodach drużynowych. Był też między innymi czwarty drużynowo na mistrzostwach świata w Antalyi w 2009 roku.
Ponadto zdobył brązowy medal drużynowo na mistrzostwach Europy w Lipsku w 2010 roku.
Nigdy nie wziął udziału w igrzyskach olimpijskich.